# Metropolitanato de Smolensk y Dorogobuzh
El metropolitanato de Smolensk y Dorogobuzh (en ruso: Смоленская и Дорогобужская митрополия) es una circunscripción eclesiástica de la Iglesia ortodoxa rusa en la Federación Rusa. Se trata de un metropolitanato bizantino, sede metropolitana de la provincia eclesiástica de Smolensk y Dorogobuzh. Desde el 17 de marzo de 2013 su metropolitano es Isidor (Tupikin).

## Territorio y organización
El metropolitanato extiende su jurisdicción sobre los fieles de rito bizantino ruso residentes en la zona noroeste de la óblast de Smolensk (dentro de los límites de la ciudad de Smolensk, así como de los distritos de Velizhsky, Demidovsky, Dorogobuzhsky, Dukhovshchinsky, Kardymovsky, Krasninsky, Rudnyansky, Smolensky y Yartsevsky).
La sede del metropolitanato se encuentra en la ciudad de Smolensk, en donde se halla la Catedral de la Dormición de la Madre de Dios.
El metropolitanato tiene como sufragáneas a las eparquías de Róslavl y de Viazma.

## Historia
El cristianismo comenzó a extenderse en Smolensk poco después de la cristianización de la Rus de Kiev (circa 980). Según una crónica, «en el verano de 984, Vladimiro fue a la tierra de Smolensk y bautizó a todos los habitantes de la zona». Smolensk se convirtió en la primera ciudad del principado en aceptar el bautismo.
Después de la muerte de Yaroslav I el Sabio en 1054, Smolensk se convirtió en la capital de un principado independiente, pasando a manos del hijo de Yaroslav, Viacheslav Yaroslavich, y luego a su nieto, Vladímir II Monómaco.
La región de Smolensk formó parte de la eparquía de Pereyáslav hasta que el nieto de Monómaco, el príncipe Rostislav I de Kiev (1128-1158), intercedió por un obispo independiente para Smolensk. El acuerdo entre él y el primer obispo pasó a la historia como la "Carta de la Iglesia de Rostislav". La eparquía de Smolensk recibió importantes ingresos y tierras del príncipe. La primera eparquía ortodoxa independiente tuvo su sede en Smolensk desde 1136 o desde 1137, y el primer obispo fue un sacerdote griego llamado Manuel. Entre los siglos XII y XIII numerosos predicadores y escritores eclesiásticos destacados trabajaron en la tierra de Smolensk. Un nombre destacado en su linaje es el de san Abraham de Smolensk.
La eparquía formó parte del metropolitanato de Kiev y toda la Rus dentro del patriarcado de Constantinopla.
Luego de que el 24 de junio de 1404 Smolensk fuera conquistada por el Gran Ducado de Lituania, en los años 1415-1419 y 1458-1514 estuvo bajo la jurisdicción canónica de los metropolitanos de Kiev-Lituania.
El 1 de agosto de 1514 Smolensk fue conquistada por Rusia y desde el 26 de enero de 1539 pasó a ser la archieparquía de Smolensk y Briansk, bajo dependencia del metropolitanato de Moscú y toda Rusia, independiente del patriarcado de Constantinopla hasta 1589, cuando Constantinopla reconoció el patriarcado de Moscú y toda Rusia. Desde ese año pasó a ser la archieparquía de Smolensk y Dorogobuzh.
Después de capturar Smolensk el 13 de junio de 1611 durante la guerra polaco-rusa, el rey de Polonia Segismundo III Vasa creó la diócesis de Smolensk con parte de la diócesis de Kiev, dentro de la Iglesia católica. En 1625 la archieparquía ortodoxa de Smolensk y Dorogobuzh se convirtió en la archieparquía de Smolensk greco-católica, que desde 1628 tomó el nombre de archieparquía de Smolensk y Chernígov. 
Durante la Guerra ruso-polaca (1654-1667) el 3 de octubre de 1654 Smolensk fue reconquistada por los rusos y por el Tratado de Andrusovo de 1667 quedó definitivamente para Rusia. Los fieles del rito latino, especialmente los nobles y el obispo, tuvieron que huir. Después de la captura de Pólotsk por el ejército ruso en 1654, la eparquía ortodoxa subsistente, subordinada al patriarca de Moscú se restableció en Smolensk en 1657 con el nombre de Smolensk y Mścisław. El archieparca católico Andrij Kvasnyns'kyj fue despojado de todas sus posesiones y, obligado a abandonar la ciudad, y tras su muerte la archieparquía católica se convirtió en sede titular.
Desde 1661 o 1671 retomó el nombre de Smolensk y Dorogobuzh y en 1681 fue elevada a metropolitanato, pero en 1728 perdió esa condición.
Durante la era soviética, el caso de Smolensk de 1922 se hizo famoso. A raíz de este caso, 45 personas fueron llevadas ante la justicia por intentar detener la confiscación de objetos de valor eclesiásticos de la Catedral de Smolensk, que no había sido saqueada ni siquiera durante la invasión napoleónica de 1812. De ellas, 25 fueron encarceladas y 5 fusiladas. Para 2008 se conocían los nombres de 242 clérigos de la eparquía de Smolensk que habían sufrido inocentemente durante la persecución.
Entre 1941 y 1943 la eparquía de Smolensk, que tomo el nombre de Smolensk y Briansk, comprendía las óblast de Smolensk y Briansk y formaba parte de la Iglesia ortodoxa bielorrusa. El obispo gobernante era Stefan (Sevbo). Tras la liberación de la óblast de Smolensk de la ocupación alemana, entre 1943 y 1944, la eparquía de Smolensk y Dorogobuzh estuvo dirigida por el arzobispo Vasily (Ratmirov) de Kalinin (Tver), quien ostentaba el título de "Kalinin y Smolensk". Desde 1965 se denominó eparquía de Smolensk y Viazma, hasta que en 1989 pasó a ser la eparquía de Smolensk y Kaliningrado.
De 1984 a 2008, durante el gobierno del metropolitano Kirill (Gundyaev) (hoy patriarca Kirill), se construyeron 143 iglesias en las eparquías de Smolensk y Kaliningrado, y 65 fueron restauradas.
Por decisión del Santo Sínodo del 31 de marzo de 2009 se dividió erigiéndose la eparquía de Kaliningrado y el Báltico, retomando el resto el nombre de eparquía de Smolensk y Viazma.
En 2015 la eparquía de Vyazma fue separada y se creó el metropolitanato de Smolensk, del cual se separó en 2017 la eparquía de Róslavl.

## Episcopologio

### Iglesia ortodoxa de Constantinopla, metropolitanato de Kiev
- Ignacio I † (1128-1133) (separación del principado de Smolensk)
- Lázaro I † (1133-1135)
- Manuel el Griego † (26 de diciembre de 1137-1169)
- Mikhail † (?-?)
- Constantino † (mencionado en 1180)
- Simeón I † (mencionado en 1190-1197)
- Ignacio II † (mencionado en 1206-29 de enero de 1219)
- Lázaro II † (1219-1220)
- Mercurio † (?-1247)
- Athanasai † (siglo XIII)
- Juan I † (siglo XIII)
- Pórfido † (primera mitad del siglo XIII)
- Dionisio † (antes de 1238)
- Tomás † (1238-1256)
- Pacomio † (siglo XIII)
- Ignacio III † (29 de enero de 1292 falleció)
- Jonás † (siglo XIV)
- Daniel? † (siglo XIV)
- Juan II † (mencionado en 1335)
- Eutimio I † (desde 1345)
- Teofilacto (Teoktista) † (desde 1356)
- Partenio † (1364-1370)
- Daniel II de Zvenígorod † (1375-1382)
- Miguel II † (principios de 1383-1396 (en 1383 Smolensk pasó a formar parte del Gran Ducado de Lituania)
- Casiano (Naasón) † (6 de abril de 1396-?)
- Ignacio IV † (mencionado en 1405)
- Hilarión † (después de 1405-1408)
- Nikon † (1408-1411)
- Sebastián † (1411-1416)
- Gerasim † (1417-1433)
- Miguel III † (mencionado en 1435)
- Natanael † (mencionado de 1440 a 1445)
- Simeón II † (1440-3 de marzo de 1445)
- Eutimio II † (siglo XV)
- Misael (Pestrutsky-Drutsky-Sokolinsky-Babich) † (1454-1480)

### Iglesia ortodoxa de Constantinopla, metropolitanato de Kiev y Hálych
- Misael † (1454-1480) (Pestrutsky-Drutsky-Sokolinsky-Babich), después de ser elegido para el metropolitanato, ocupó la eparquía de Smolensk hasta su muerte)
- Joaquín † (1480-1485)
- José (Bulgarinovich) † (1494-30 de mayo de 1498 elegido metropolitano de Kiev y toda Rusia, con la preservación de la eparquía de Smolensk)
- José II (Saltan) † (1502-8 de febrero de 1509)
- Varsonofy (Khodykin) † (1509-octubre de 1514 capturado y depuesto por el ejército del Gran Ducado de Moscú)

### Metropolitanato de Moscú
- José † (15 de febrero de 1515-22 de junio de 1532)
- Savva (Slepushkin) † (20 de febrero de 1536-1538)
- Guriy (Zabolotsky) † (16 de marzo de 1539-marzo de 1555)
- Simeón III † (17 de marzo de 1555-28 de julio de 1567)
- Teófilo † (1568)
- Silvestre † (1572-1589)

### Iglesia ortodoxa rusa
- Teodosio † (1592-1605)
- Sergio † (1608-circa 1621 adhirió a la Unión de Brest) (en 1611 Smolensk fue capturada por la Mancomunidad de Polonia-Lituania, hasta 1628 solo existió la eparquía greco-católica)

### Iglesia ortodoxa de Constantinopla, metropolitanato de Kiev y Hálych
- Isaías (Kopinsky) † (1628-18 de noviembre de 1631)
- Avraamy † (1632-1655) (en 1654 Smolensk pasó al zarato ruso)

### Iglesia ortodoxa rusa

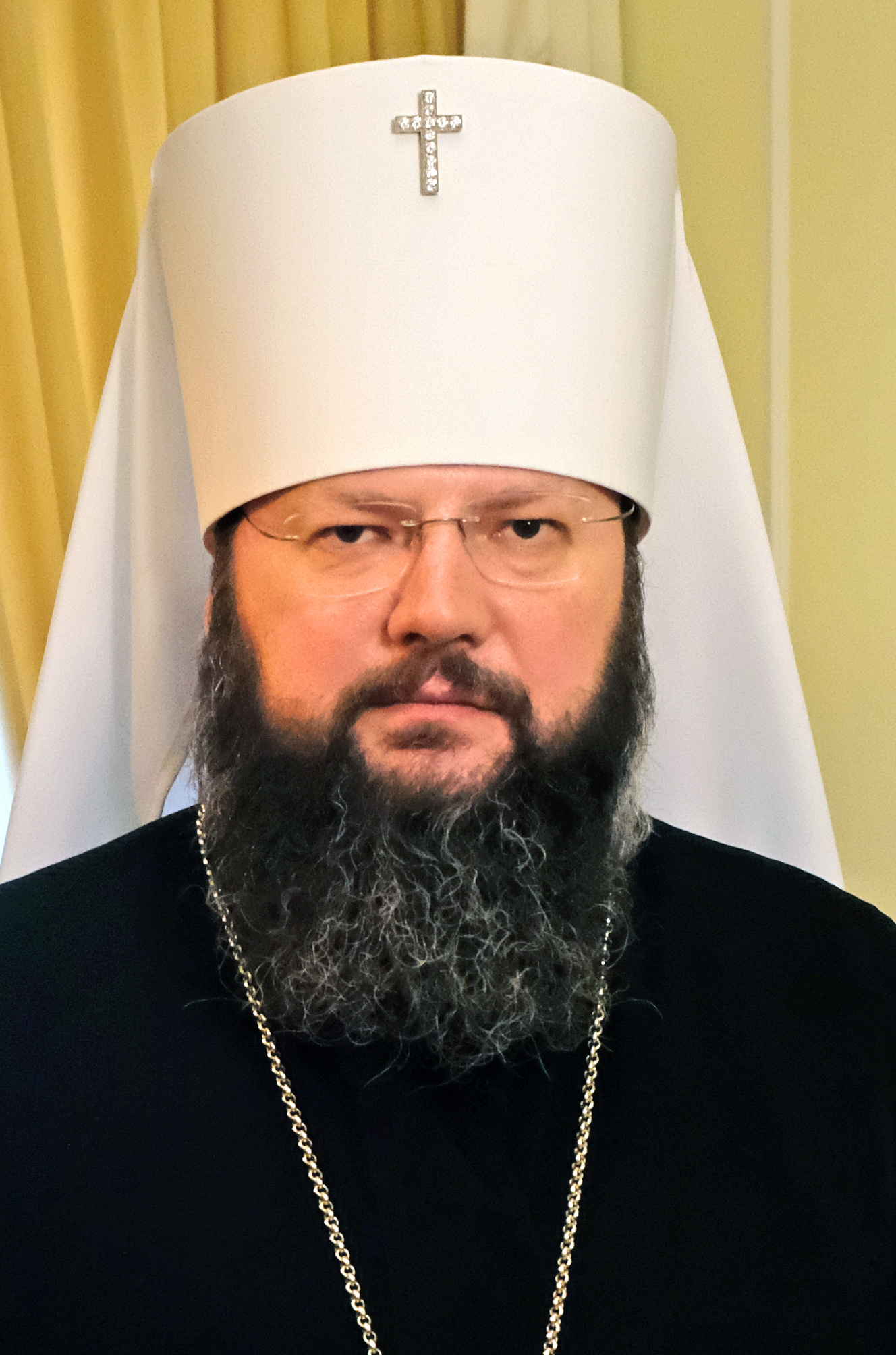
Isidor (Tupikin), metropolitano de Smolensk y Dorogobuzh desde 2013

- Lavrenty † (marzo de 1655-diciembre de 1655) (metropolitano de Kazán)
- Kallist (Dorofeevich-Ritoraisky) † (junio de 1657-1658)
- Filaret † (1658-1671)
- Varsonofy (Eropkin) † (9 de abril de 1671-principios de 1676)
- Simeón (Molyukov) † (9 de abril de 1676-10 de febrero de 1686)
- Silvestre II (Chernitsky) † (26 de marzo de 1699-1704)
- Sylvester (Kraisky) † (septiembre de 1707-1712)
- Dorofey (Korotkevich) † (1712-3 de junio de 1718)
- Sylvester (Kholmsky-Volynets) † (5 de marzo de 1719-3 de marzo de 1720)
- Varlaam (Kossovsky) † (3 de marzo de 1720-24 de mayo de 1721)
- Filoteo el Griego † (13 de febrero de 1722-junio de 1727)
- Gideon (Vishnevsky) † (19 de junio de 1728-2 de febrero de 1761)
- Partenio (Sopkovsky) † (7 de marzo de 1761-7 de marzo de 1795)
- Dmitri (Ustimovich) † (1 de mayo de 1795-26 de mayo de 1805)
- Serafín (Glagolevsky) † (7 de julio de 1805-7 de febrero de 1812)
- Iriney (Falkovsky) † (7 de febrero de 1812-6 de julio de 1813) (abandonó Smolensk durante la ocupación del ejército francés)
- Joasaph (Sretensky) † (6 de julio de 1813-7 de julio de 1821)
- Joseph (Velichkovsky) † (3 de julio de 1821-17 de febrero de 1834)
- Timofey (Ketlerov) † (24 de febrero de 1834-16 de mayo de 1859)
- Antonio (Anfiteatro) † (31 de octubre de 1859-9 de noviembre de 1866)
- John (Sokolov) † (9 de noviembre de 1866-17 de marzo de 1869)
- Serafín (Protopopov) † (4 de abril de 1869-2 de octubre de 1874)
- Joseph (Drozdov) † (7 de diciembre de 1874-28 de septiembre de 1881)
- Néstor (Metaniyev) † (31 de octubre de 1881-16 de diciembre de 1889)
- Guriy (Okhotin) † (21 de enero de 1890-21 de enero de 1896)
- Nikanor (Kamensky) † (10 de febrero de 1896-2 de enero de 1899)
- Mitrofan (Nevsky) † (2 de enero de 1899-23 de mayo de 1899)
- Peter (Dugov) † (30 de mayo de 1899-15 de febrero de 1908)
- Feodosiy (Feodosiev) † (15 de febrero de 1908-1919 (huyó de los bolcheviques a Ucrania, luego a Polonia, en 1923-1939 arzobispo de Vilna como parte del PPC)
- Evsevy (Nikolsky) † (1919-1920) (obispo de Krutitsy)
- Philip (Stavitsky) † (19 de octubre de 1920-13 de junio de 1924)
- Valerian (Rudich) † (17 de marzo de 1924-1 de noviembre de 1927) (fue sometido repetidamente a la represión y ejecutado en 1938)
- Seraphim (Ostroumov) † (1 de noviembre de 1927-noviembre de 1936) (destituido y arrestado en 1936 y fusilado en 1937)
- Modest (Nikitin) † (noviembre de 1936-2 de diciembre de 1937) (destituido, arrestado y ejecutado en 1937)
  - Sede vacante (1937-1942)
- Stefan (Sevbo) † (17 de mayo de 1942-1943) (consagrado durante la ocupación alemana, vivió en Bielorrusia occidental antes de la guerra, fue un opositor de la ROCOR, emigrante desde 1944, en 1946-1965 arzobispo de Viena y Austria como parte de la ROCOR)
- Sergiy (Smirnov) † (19 de noviembre de 1944-5 de abril de 1955)
- Mijaíl (Chub) † (5 de abril de 1955-1 de agosto de 1957)
- Innokenty (Sokal) † (10 de mayo de 1959-15 de octubre de 1964)
- Pitirim (Nechayev) † (23 de octubre de 1964-5 de febrero de 1965) (obispo de Volokolamsk)
- Antony (Vakarik) † (12 de febrero de 1965-7 de octubre de 1967)
- Gideon (Dokukin) † (22 de octubre de 1967-2 de febrero de 1972)
- Feodosiy (Protsyuk) † (2 de febrero de 1972-26 de diciembre de 1984)
- Cirilo (Gundyaev) (26 de diciembre de 1984-31 de marzo de 2009) (en 2009 elegido patriarca de Moscú y toda Rusia)
- Feofilakt (Kuryanov) (31 de marzo de 2009-22 de marzo de 2011)
- Panteleimon (Shatov) (22 de marzo de 2011-12 de marzo de 2013)
- Panteleimon (Shatov) (12 de marzo de 2013-17 de marzo de 2013) (obispo de Orekhovo-Zuyevo)
- Isidor (Tupikin), desde el 17 de marzo de 2013